# Festuca kerguelensis
Festuca kerguelensis är en gräsart som först beskrevs av William Jackson Hooker, och fick sitt nu gällande namn av Ferdinand von Mueller. Festuca kerguelensis ingår i släktet svinglar, och familjen gräs.
Artens utbredningsområde är Kerguelen. Inga underarter finns listade i Catalogue of Life.